# Alcedo
Alcedo Linnaeus, 1758 è un genere di uccelli coraciformi della famiglia degli Alcedinidi.
Il nome scientifico deriva dal latino alcedo, termine utilizzato dagli antichi per descrivere proprio il martin pescatore e derivante a sua volta dal greco ἀλκυών (halcyon), in riferimento al mito di Alcione, che venne trasformata dagli dèi in uno di questi uccelli assieme al marito Ceice.

## Descrizione
Al genere vengono ascritte 7 specie di martin pescatore, tutte caratterizzate da dimensioni medio-piccole, corporatura massiccia con grossa testa e lungo becco.

## Biologia
Hanno abitudini semiacquatiche e dieta a base di pesce e piccoli animali acquatici.

## Tassonomia
Nell'ambito della famiglia Alcedinidae il genere Alcedo è considerato affine ai martin pescatore africani del genere Corythornis e ai martin pescatori nani e pigmei dei generi Ceyx ed Ispidina.

Sebbene il genere compaia già nella prima stesura del Systema Naturae linneano, inizialmente ad esso non veniva ascritto il complesso di specie facente capo al martin pescatore comune, ascritto dallo studioso svedese al genere Gracula assieme ai comuni merli indiani: al genere Alcedo veniva però ascritta la specie Alcedo ispida, attualmente considerata una sottospecie del martin pescatore comune.
Le specie attualmente attribuite al genere Alcedo sono le seguenti:
- Alcedo atthis - martin pescatore comune
- Alcedo coerulescens - martin pescatore minore o azzurro
- Alcedo euryzona - martin pescatore fasciato
- Alcedo hercules - martin pescatore di Blyth
- Alcedo meninting - martin pescatore dalle orecchie bianche
- Alcedo quadribrachys - martin pescatore splendente
- Alcedo semitorquata - martin pescatore blu

### Sinonimi obsoleti
- Alcedo argentata = Ceyx argentata - martin pescatore argentato
- Alcedo azurea = Ceyx azurea - martin pescatore azzurro orientale
- Alcedo cyanopectus = Ceyx cyanopectus -
- Alcedo pusilla = Ceyx pusilla - martin pescatore minore o delle mangrovie
- Alcedo websteri = Ceyx websteri -  martin pescatore pigmeo delle isole Bismarck
- Alcedo cristata = Corythornis cristatus - martin pescatore malachite o crestato
- Alcedo leucogaster = Corythornis leucogaster - martin pescatore dal ventre bianco
- Alcedo nais = Corythornis nais - martin pescatore di Príncipe
- Alcedo thomensis = Corythornis thomensis - martin pescatore di São Tomé
- Alcedo vintsioides = Corythornis vintsioides - martin pescatore malgascio